# PGC 2197909
LEDA/PGC 2197909 ist eine Galaxie im Sternbild Perseus am Nordsternhimmel. Sie ist schätzungsweise 629 Millionen Lichtjahre von der Milchstraße entfernt und hat einen Durchmesser von etwa 160.000 Lichtjahren. Vom Sonnensystem aus entfernt sich das Objekt mit einer errechneten Radialgeschwindigkeit von näherungsweise 14.000 Kilometern pro Sekunde.

## Galaktisches Umfeld
| Nr. | Galaxie          | Alternativname          | Rek           | Dek           | Distanz/asec |
| --- | ---------------- | ----------------------- | ------------- | ------------- | ------------ |
| →   | LEDA/PGC 2197909 | 2MASX J02455138+4223187 | 02h45m51.39s  | +42d23m18.8s  | 0            |
| 1   | LEDA/PGC 2198458 | NSA 132524              | 02h46m13.32s  | +42d25m04.7s  | 264.97       |
| 2   | LEDA/PGC 2198250 | NSA 132525              | 02h46m15.33s  | +42d24m22.7s  | 272.91       |
| 3   | LEDA/PGC 2196198 | 2MASX J02454350+4218120 | 02h45m43.51s  | +42d18m12.4s  | 318.56       |
| 4   | LEDA/PGC 2199985 | 2MASX J02453593+4229331 | 02h45m35.95s  | +42d29m32.9s  | 410.48       |
| 5   | LEDA/PGC 2198101 | 2MASX J02451191+4223550 | 02h45m11.91s  | +42d23m54.8s  | 438.70       |
| 6   | LEDA/PGC 2196078 | 2MASX J02462458+4217508 | 02h46m24.58s  | +42d17m50.6s  | 494.04       |
| 7   | LEDA/PGC 2201006 | NSA 132518              | 02h45m59.750s | +42d32m32.52s | 561.05       |
| 8   | LEDA/PGC 2199890 | 2MASX J02451215+4229170 | 02h45m12.19s  | +42d29m17.3s  | 562.15       |
| 9   | LEDA/PGC 2201333 | 2MASX J02452000+4233270 | 02h45m20.02s  | +42d33m26.7s  | 699.40       |
| 10  | LEDA/PGC 213081  | 2MASX J02453277+4211481 | 02h45m32.78s  | +42d11m48.3s  | 721.02       |
| 11  | LEDA/PGC 2198542 | 2MASX J02443758+4225172 | 02h44m37.60s  | +42d25m17.4s  | 825.76       |
| 12  | LEDA/PGC 2199617 | 2MASX J02444137+4228312 | 02h44m41.39s  | +42d28m31.4s  | 835.18       |
| 13  | LEDA/PGC 10440   | UGC 2226                | 02h45m36.30s  | +42d09m27.3s  | 848.19       |
| 14  | LEDA/PGC 2200549 | 2MASX J02444715+4231143 | 02h44m47.14s  | +42d31m14.4s  | 855.92       |
| 15  | LEDA/PGC 10435   | CGCG 539-092            | 02h45m32.32s  | +42d09m28.0s  | 857.53       |